# In campagna è un'altra cosa
In campagna è un'altra cosa (c'è più gusto) è un romanzo scritto da Achille Campanile nel 1931.

## Trama
Serenello, l'io narrante, è un giovane giornalista, redattore del quotidiano L'Eco. Si reca in vacanza in campagna, ospite degli zii e ha occasione di conoscere gli abitanti del luogo (il chirurgo Dottor Pagliuca, il quale addormenta i pazienti cantando romanze composte da lui; lo sportivo Norberto Polignac; Don Alessio, il "vecchio ecclesiastico" pieno di tenebrosi segreti; il servitore Orazio, il quale diventerà romanziere e vincerà un premio letterario; Gontrano Balistrieri degli Armillini, un notabile con velleità artistiche; Luca, un boscaiolo odiato da Gontrano perché taglia gli alberi che lo stesso Gontrano intende dipingere, ecc.) Serenello si innamora di Francesca, una graziosa fanciulla che ricambia l'amore. L'idillio è tuttavia ostacolato: Francesca è figlia di Gontrano il quale detesta Serenello perché questi ha dato inopportuni giudizi negativi sui suoi dipinti. Poi tutto si appiana; ma Serenello deve rientrare in città. 
Più che la trama, in questo romanzo contano gli episodi collaterali, i raccontini, le digressioni, le riflessioni e i paradossi che si intrecciano all'esile vicenda principale.

### Elenco dei capitoli
1. In vacanza dallo zio
2. Orazio
3. Come si scrive un romanzo
4. La rivedrò
5. Lo zio decide di fondare l'Associazione fra gli ex proprietari di cani
6. Il sabato del villaggio.
7. Gontrano Balistrieri degli Armillini
8. Lo scandalo
9. Amore, amore!
10. Son già ai colloqui con le stelle
11. La fine d'un sogno
12. Invoco il perdono di Gontrano
13. Sono amato!
14. Lettere d'amore
15. Il portafrancobolli
16. Da Gontrano
17. Il primo bacio
18. Nello spazio d'un bacio
19. Il perdono
20. Partenza

## Critica
In In campagna è un'altra cosa si trovano esemplate tutte le caratteristiche degli altri "romanzi" di Achille Campanile: esilità della trama, pretestuosità delle divagazioni, protagonismo del narratore che si intromette nella diegesi, destabilizzazione della trama attraverso la logica incongrua di dialoghi assurdi. Guido Almansi sottolinea la generosità di Campanile: Ci sono scrittori che amministrano il patrimonio del loro humour con parsimonia, Campanile «spara a raffiche le sue battute e le distribuisce sulla pagina, spesso alla rinfusa ma senza tirchieria, con un ampio gesto da mecenate o da scialacquatore [...] Questo ha per conseguenza che Campanile non ha il senso della gerarchia in quello che scrive; quindi non sa e non vuole sfruttare le sue cose migliori. Si tratta di uno spreco nella produzione di spirito di proporzioni colossali».

## Edizioni
- In campagna è un'altra cosa (c'è più gusto) : romanzo, Milano : F.lli Treves, 1931
- In campagna è un'altra cosa (c'è più gusto) : romanzo, Nuova edizione riveduta, Milano : Rizzoli, 1961
- In campagna è un'altra cosa (c'è più gusto); introduzione di Guido Almansi, Milano : Biblioteca universale Rizzoli, 1984, ISBN 88-17-13519-4
- In campagna è un'altra cosa; introduzione di Guido Almansi, Milano : BUR, 1999, ISBN 88-17-68041-9